# ITunes Originals – Yeah Yeah Yeahs
| Оценки критиков | Оценки критиков |
| Источник        | Оценка          |
| --------------- | --------------- |
| Pitchfork       | 7.0/10          |
| Rolling Stone   | [ 2 ]           |

iTunes Originals – Yeah Yeah Yeahs — сборник группы Yeah Yeah Yeahs, выпущенный 20 октября 2009 года в рамках проекта iTunes Originals. Состоит из концертных выступлений, ранее записанных студийных треков, а также интервью с участниками группы. Доступен лишь в iTunes Store.

## Отзывы
Обозреватель американского журнала Pitchfork Джессика Суарес заметила, что альбом «показывает группу, готовую адаптироваться и меняться без сожалений или ностальгии по своему прошлому».

## Список композиций
| №   | Название                                            | Длительность |
| --- | --------------------------------------------------- | ------------ |
| 1.  | «iTunes Originals»                                  | 0:03         |
| 2.  | «It’s the Year to Be Hated» (интервью)              | 2:39         |
| 3.  | «Our Time» ((iTunes Originals Version) [акустика])  | 3:08         |
| 4.  | «A Love Song In the Truest Sense» (интервью)        | 2:28         |
| 5.  | «Maps» ((iTunes Originals Version) [акустика])      | 3:59         |
| 6.  | «Conga Line Around a Dead Dog» (интервью)           | 1:34         |
| 7.  | «Y Control»                                         | 4:02         |
| 8.  | «The Studio As Laboratory» (интервью)               | 3:29         |
| 9.  | «Gold Lion»                                         | 3:08         |
| 10. | «Back From the Dead» (интервью)                     | 1:11         |
| 11. | «Cheated Hearts»                                    | 3:58         |
| 12. | «Darker Side of Yeah Yeah Yeahs» (интервью)         | 1:41         |
| 13. | «Down Boy»                                          | 3:54         |
| 14. | «Something Tangy, Something Sour» (интервью)        | 1:16         |
| 15. | «Dull Life» ((iTunes Originals Version) [акустика]) | 3:47         |
| 16. | «Glam Rock Murder On the Dancefloor» (интервью)     | 1:30         |
| 17. | «Heads Will Roll»                                   | 3:41         |
| 18. | «Rewarding Love Song» (интервью)                    | 1:26         |
| 19. | «Hysteric» ((iTunes Originals Version) [акустика])  | 4:10         |
| 20. | «Range of Musicianship» (интервью)                  | 1:28         |
| 21. | «Runaway» ((iTunes Originals Version) [акустика])   | 4:36         |

## История релиза
| Регион         | Дата                 | Формат               | Лейбл          | Прим.  |
| -------------- | -------------------- | -------------------- | -------------- | ------ |
| Канада         | 20 октября 2009 года | цифровая дистрибуция | DGC Interscope | [ 6 ]  |
| США            | 20 октября 2009 года | цифровая дистрибуция | DGC Interscope | [ 7 ]  |
| Австралия      | 26 ноября 2009 года  | цифровая дистрибуция | DGC Interscope | [ 8 ]  |
| Германия       | 26 ноября 2009 года  | цифровая дистрибуция | DGC Interscope | [ 9 ]  |
| Великобритания | 26 ноября 2009 года  | цифровая дистрибуция | DGC Interscope | [ 10 ] |